# 木村周市朗
木村 周市朗（きむら しゅういちろう、1949年9月19日 - ）は、日本の社会学者、思想史学者。専攻は社会政策・社会経済思想史。成城大学教授。日本学士院賞受賞。

## 人物
香川県生まれ。1968年香川県立高松高等学校卒業、1973年一橋大学社会学部社会学科卒業、1975年一橋大学大学院社会学研究科修士課程修了、1978年一橋大学大学院社会学研究科博士課程単位取得満期退学。指導教官は大陽寺順一。1976年より成城大学。1989年成城大学経済学部教授。成城大学図書館長や経済学部長、学校法人成城学園評議員を歴任。2002年「ドイツ福祉国家思想史」で一橋大学より博士（社会学）の学位を取得。審査員は藤田伍一、渡辺雅男、一條和生。2005年著書『ドイツ福祉国家思想史』で日本学士院賞を受賞。

## 著書
- 『ドイツ福祉国家思想史』（未來社、2000年）